# Caladenia dorrienii
Caladenia dorrienii là một loài thực vật có hoa trong họ Lan. Loài này được Domin mô tả khoa học đầu tiên năm 1912.